# W·马克·塞特兹曼
W·马克·塞特兹曼（英語：William Mark Saltzman，1959年9月8日—）是一位美国生物医学和化学工程学家，耶鲁大学教授，在耶鲁大学开放课程中有开设25节课的《生物医学工程探索》（Frontiers of Biomedical Engineering）。